# Polycentropus masi
Polycentropus masi är en nattsländeart som beskrevs av Navás 1916. Polycentropus masi ingår i släktet Polycentropus och familjen fångstnätnattsländor. Inga underarter finns listade i Catalogue of Life.